# Waltringhausener Windmühle
Die Waltringhausener Windmühle ist eine Windmühle im Ortsteil Waltringhausen der Stadt Bad Nenndorf in Niedersachsen.

## Geschichte
Der Radbach floss vom Schaumburgischen Knick, dem nördlichsten Teil des Deisters durch Waltringhausen und Riehe bis zu seiner Mündung in die Südaue bei Kolenfeld. Mitte des 19. Jahrhunderts gab es am Radbach zwei Wassermühlen. An die Piepmühle in der Ortslage Bückethaler Landwehr erinnert ein Straßenname.
Am Nordrand von Waltringhausen erwarb Alexander Woltmann im Jahr 1850 ein Grundstück an der Straße zum Nachbardorf Riehe und baute dort seine Wassermühle. Als beim benachbarten Bantorf im damaligen Königreich Hannover in den 1850er Jahren der Schacht der Steinkohlezeche Antonie abgeteuft wurde, ging die Wassermenge des Radbachs zurück.
Woltmann baute daher 1859 als Ersatz auf dem Grundstück eine Windmühle. Diese verarbeitete das Getreide der umliegenden kurhessischen Dörfer.
Bei einem Umbau der Mühle wurde 1904 ein Sauggasmotor eingebaut. 1915 wurde der durch einen Naphthalinmotor und dieser 1929 durch einen Dieselmotor ersetzt. Die Mühle wurde bis 1941 bei geeigneten Windverhältnissen als Windmühle und sonst mit Motorkraft betrieben. Die im Jahr 1941 bei einem Orkan beschädigten Mühlenflügel wurden nicht wieder hergerichtet. Um das Jahr 1948 ersetzte man die Mühlenkappe durch ein normales Dach.

## Beschreibung

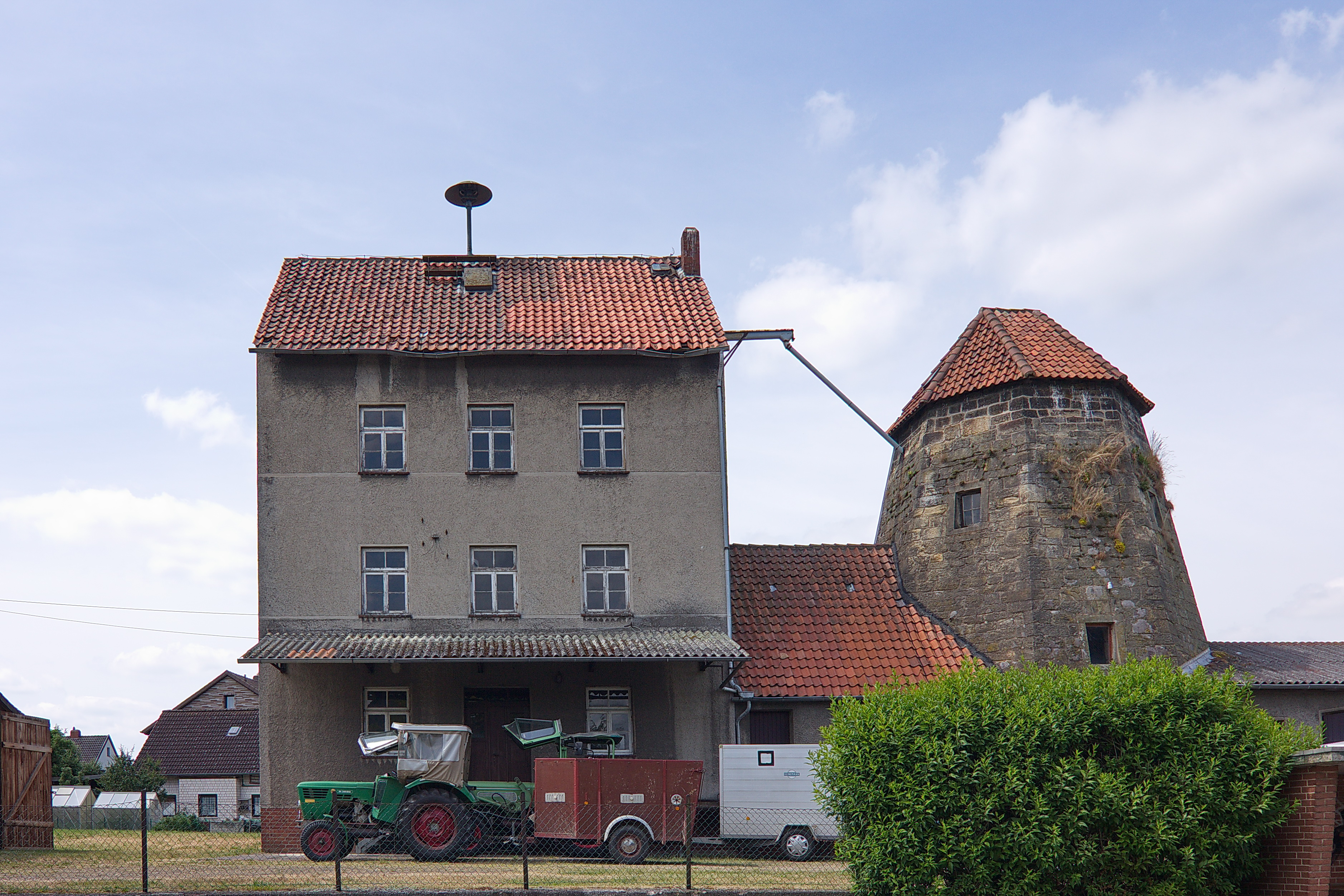
Nebengebäude, zuletzt Landhandel

Die Waltringhausener Windmühle ist eine achteckige Turmwindmühle.
An der Südseite der Mühle ist ein Stein mit der Jahreszahl des Baujahrs 1859 eingemauert.
Die Mahlwerke wurden 1970 in das 1950 errichtete dreistöckige Nebengebäude umgesetzt, in dem bis 2001 ein kleiner Landhandel betrieben wurde. Bis 1998 wurden weiter Mehl und Schrot hergestellt. Die Mühle wurde 2004 ausgeschlachtet und die Technik verkauft.